# Ctenosciara nudopteryx
Ctenosciara nudopteryx är en tvåvingeart som beskrevs av Werner Mohrig 1999. Ctenosciara nudopteryx ingår i släktet Ctenosciara och familjen sorgmyggor. Inga underarter finns listade i Catalogue of Life.